# Bradypodion nemorale
Espèce
Synonymes
- Bradypodion nkandlae Raw & Brothers 2008

Statut de conservation UICN

 NT B2b(iii) : Quasi menacé
Statut CITES
Bradypodion nemorale est une espèce de sauriens de la famille des Chamaeleonidae. Cette espèce effectue une reproduction vivipare, donc met au monde des petits en vie.

## Répartition
Cette espèce est endémique du KwaZulu-Natal en Afrique du Sud.

## Publication originale
- Raw, 1978 : A further new dwarf chameleon from Natal, South Africa (Sauria: Chamaeleonidae). Durban Museum Novitates, vol. 11, n. 15, p. 265-269.